# Phêrô Nguyễn Văn Tự
Phêrô Nguyễn Văn Tự sinh năm 1796 tại xã Trực Phú, huyện Trực Ninh (nay là thị trấn Ninh Cường, huyện Trực Ninh), tỉnh Nam Định, thuộc Giáo phận Bùi Chu. Năm 1826 ông Tự được thụ phong Linh mục, năm 1838 ông bị bắt trong cuộc bắt đạo thời Vua Minh Mạng và tử đạo vào ngày 05-09-1838. Ngày 19-06-1988 Giáo hoàng Gioan Phaolô II suy tôn Phê-rô Tự là Thánh.
Phêrô Tự được những người theo đạo xem là một vị Thánh luôn giữ gìn những trật tự của Chúa vì khi ông bị bắt quan huyện dùng nhiều biện pháp để yêu cầu ông đạp lên Thánh Giá. Nhưng ông không đạp mà nói rằng: "Thưa quan tôi kính Thiên Chúa như Thượng Phụ, kính vua như Trung Phụ, và kính Song Thân như Hạ Phụ. Không thể nghe lời cha ruột để hại vua, tôi không vì vua mà phạm đến Thượng Phụ là Thiên Chúa được". ông đã được phong Chân Phước ngày 27-05-1900 do Giáo hoàng Lêô XIII, ngày lễ vào ngày 5-09 hàng năm.
Cần phân biệt Phêrô Tự là linh mục với Nguyễn Khắc Tự là thầy giảng (1808 - 1840) cũng là Thánh tử đạo, được mừng lễ vào ngày 10-07 hàng năm.